# Viver e Cantar
Viver e Cantar é o segundo álbum de estúdio de Leonardo Gonçalves, lançado em agosto de 2007 pela gravadora Novo Tempo sob produção musical do próprio cantor.
Após cinco anos do lançamento de Poemas e Canções, Leonardo trabalhou na produção de seu sucessor, que contou com dezoito canções, divididas em três blocos, sempre antecedidos por prelúdios e também recebeu uma versão audiovisual com videoclipes. A obra recebeu elogios da crítica especializada.
Em 5 de julho de 2018, o disco foi remasterizado e relançado digitalmente pela gravadora Sony Music Brasil.

## Faixas
| N.º            | Título                                 | Duração |  |
| 1.             | "É preciso apenas crer" (prólogo)      | 01:08   |  |
| 2.             | "Moriá"                                | 04:20   |  |
| 3.             | "Ele vive"                             | 04:30   |  |
| 4.             | "Ele virá" (acústico)                  | 06:01   |  |
| 5.             | "Um dia"                               | 04:22   |  |
| 6.             | "A Verdade vos libertará" (interlúdio) | 01:12   |  |
| 7.             | "Viver e cantar"                       | 03:52   |  |
| 8.             | "Livre sou"                            | 04:29   |  |
| 9.             | "Livre, enfim"                         | 04:01   |  |
| 10.            | "Se tiveres paz"                       | 02:49   |  |
| 11.            | "Serviço" (interlúdio)                 | 02:21   |  |
| 12.            | "Minha fortaleza"                      | 04:04   |  |
| 13.            | "Salmo"                                | 05:25   |  |
| 14.            | "Obrigado"                             | 04:15   |  |
| 15.            | "Somente a Ti"                         | 03:14   |  |
| 16.            | "Amen" (epílogo)                       | 01:20   |  |
| 17.            | "Nachamu, Nachamu" (bônus)             | 04:31   |  |
| 18.            | "Ele virá" (bônus)                     | 07:04   |  |
| Duração total: | Duração total:                         | 69:06   |  |